# مسجد بيت السلام
مسجد بيت السلام (دار السلام) هو مسجد في سراييفو يُدار من قبل الطائفة الأحمدية في البوسنة والهرسك.